# Guerre antiaérienne
Ne doit pas être confondu avec Lutte antiaérienne.

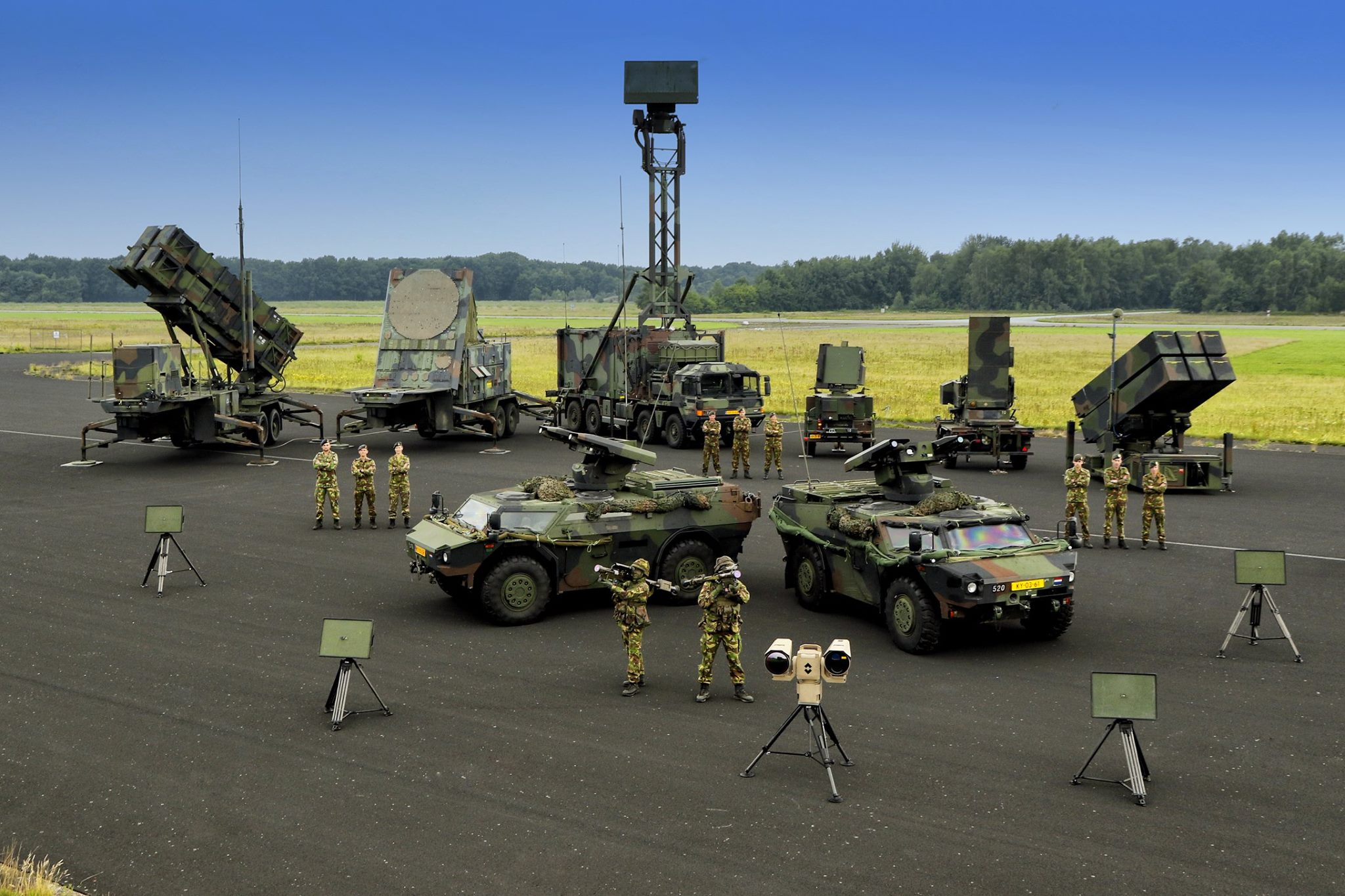
Présentation des systèmes AA à courte et longue portée en 2017.

La guerre antiaérienne est la mise en œuvre de moyens de protection, défense et contre-attaque aux actions de guerre aérienne. Elle est définie par l'OTAN comme « toutes les mesures destinées à annuler ou à réduire l'efficacité d'une action aérienne hostile ». Elle comprend des systèmes d'armes basés en surface, submersibles (lancés par un sous-marin) et aériens, des systèmes de capteurs associés, des dispositifs de commandement et de contrôle et des mesures passives (par exemple, des ballons de barrage).
Cela peut être utilisé pour protéger les forces navales, terrestres et aériennes en tout lieu. Cependant, pour la plupart des pays, l’effort principal a tendance à être la défense du territoire. La défense antimissile est une extension de la défense aérienne, tout comme les initiatives visant à adapter la défense aérienne à la tâche d'intercepter tout projectile en vol.